# Charltona albidalis
Charltona albidalis là một loài bướm đêm trong họ Crambidae.